# パワプロクンポケットR
『パワプロクンポケットR』（パワプロクンポケットアール）は、2021年11月25日にコナミデジタルエンタテインメントから発売されたNintendo Switch用のゲームソフト。キャッチコピーは「ぶっ球ゲ～！ぶっとび、おどろき、野球バラエティゲーム!!」。

## 概要
パワプロクンポケットシリーズとしては『パワプロクンポケット14』（2011年）以来の10年ぶりの新作であり、2004年に発売された『パワプロクンポケット』（1999年）（以下『1』）・『パワプロクンポケット2』（2000年）（以下『2』）のリメイク作品『パワプロクンポケット1・2』（以下『1・2』）のSwitch向け再リメイク版で、シリーズとしては第17作目。
高校野球を舞台とした極亜久高校編が収録されており、阪神甲子園球場公認で同球場が収録されている。
プロ野球を舞台としたドリルモグラーズ編は『2』（『1・2』）と異なり、日本プロ野球機構（NPB）の12球団・選手は収録されず、登場する球団は『パワポケダッシュ』（2006年）同様12球団をイメージしたチームが登場した仕組みになっている。
早期特典として『パワポケダッシュ』をNintendo Switchで遊べるように移植したDLC、および『パワプロアプリ』・『プロ野球スピリッツA』で使用可能なアイテムまたは本作の待ち受け画像を交換可能なシリアルコードが付属する。
なお、今作からパワポケシリーズ（と実況パワフルプロ野球（以下パワプロ）シリーズなど関連作品）において、初めてCEROレーティングチェックB指定（12歳以上）に区分された。

## 登場チーム
パワフル・リーグとポケット・リーグの12球団のオリジナルチームは『パワポケダッシュ』と同様、対応したNPB12球団がそれぞれベースとなっている。
なお、パワフル・リーグとポケット・リーグ各チームの収録選手のデータは完全オリジナルではなく、基本的に対応したNPB球団の2020年シーズン終了時点の支配下登録選手の名前・誕生月日・グラフィックを入れ換えたものである（選手能力、フォーム、出身都道府県（国）、誕生年はベースにした選手のものをほぼ全て保持している）。

### パワフル・リーグ（二軍：ノーザン・リーグ）
ベースとなったリーグはパシフィック・リーグである。
- ファルコンズ（福岡ソフトバンクホークス）
- スワンズ（千葉ロッテマリーンズ）
- キングス（埼玉西武ライオンズ）
- フェニックス（東北楽天ゴールデンイーグルス）
- ソルジャーズ（北海道日本ハムファイターズ）
- バイソンズ（オリックス・バファローズ）

### ポケット・リーグ（二軍：サザン・リーグ）
ベースになったリーグはセントラル・リーグである。
- ガリバーズ（読売ジャイアンツ）
- ジャガーズ（阪神タイガース）
- ワイバーンズ（中日ドラゴンズ）
- シーサイズ（横浜DeNAベイスターズ）
- フィッシャーズ（広島東洋カープ）
- シーガルズ（東京ヤクルトスワローズ）

### サクセスチーム
全てのサクセスチームはサクセスモードのみの登場で、対戦モードでは使用できない。ただし、パワターのあるサクセス選手は、アレンジモードでチームに編成することで使用可能。
- 極亜久高校（『1』の極亜久高校編の主人公の所属チーム）
- あかつき大附属高校
- パワフル高校
- 赤とんぼ高校
- 白鳥学園
- 大東亜学園
- 正義学園
- 美才流喜多高校（『1・2』『1』当時の身砕流北高校）
- 聖皇学園
- ドリルモグラーズ（『2』のドリルモグラーズ編の主人公の所属チーム）

### イチローとのコラボレーション
2022年2月22日、MLBのシアトル・マリナーズの会長付特別補佐兼インストラクターであるイチローと本作並びに、「プロ野球スピリッツシリーズ」（プロ野球スピリッツA・eBASEBALLプロ野球スピリッツ2021 グランドスラム）、「パワプロアプリ」、「eBASEBALLパワフルプロ野球2022」とのコラボレーションが決定したことを発表。併せて、コラボ企画の一環としてイチローが4月15日のアップデートにより本作に登場することも発表された。
選手ではサクセス選手として登録されており、アレンジモードにイチローをチームに編成することで、編成したチームで対戦モードに使用することが可能。サイバーバルではサポーターとして登録されており、イチロー専用の「渾身の一撃」のアビリティを持っている。

## Switch版での主な新要素・変更点

### 追加モード
- サイバーバル

シリーズ初登場の育成モード。詳細はサイバーバル節を参照。
- データあれこれ

パワプロシリーズからのモード。オリジナル選手、パワフル・リーグとポケット・リーグの12チームと一部サクセス選手の能力を見たり、オリジナル選手の顔など登録データを設定することができる。
引き継ぐ可能なオリジナル選手は本作とSwitch版『パワプロ2020』で作成したオリジナル選手のみ。『14』までのパワポケシリーズ、『パワポケ甲子園』、『あつまれ!パワプロクンのDS甲子園』、PS4版『パワプロ2020』などの作品からオリジナル選手を引き継ぐことは不可能。
なお、本作に作成したオリジナル選手はSwitch版の『パワプロ2022』に移動可能。ただし、他作品から引き継いだ選手になるため、オンライン関連モード（オンライン対戦など）で使用できない。また、「俺のペナント」をプレイして再育成した選手は、パワプロシリーズの「マイライフ」モードから作成した選手と同様「マイライフ」モードもプレイ不可能。

### 変更点

#### システム・野球モード関連
- 『10』以降のパワポケシリーズの定番にあったカード野球、ペナント、キャンプ、ホームラン競争、試合進行型育成モード（グッピー・トツゲキ甲子園）、パワポケ用語辞典、アルバムモードのサウンドテストなどは収録されていない。
  - 2022年3月15日のアップデートで、『5』以降に搭載された俺のペナントモードが収録された。
  - 本作からパワポケPも廃止された。特定ゲームモード進行で獲得したポイントによる解禁可能な要素はサイバーバルモードの仲間キャラのみ。
  - 野球モードの1つのキャンプが未収録になっているため、野球操作の練習は対戦モードのCOM対戦しかできなくなった。
  - おまけモードにあったアルバムは、サクセスモード内に移行された。
- 野球システムは今までのパワポケシリーズのものではなく、本作発売時点のSwitch版のパワプロシリーズの最新作（『パワプロ2020』）のものを流用する。これに伴い、『14』発売以降のパワプロシリーズの要素・変更などが本作にも反映される。下記は主な変更点を記載する。
  - 選手能力（基本能力、（超）特殊能力とも）は本作発売時点のSwitch版『パワプロ2020』のものに準拠している。
    - これに伴い、能力表記は従来のパワポケシリーズの絵形式から、パワプロシリーズの文字形式に変更された。
    - オリジナル変化球、および変化球エフェクトも搭載された。
      - 発売当時では本作からオリジナル変化球を持った選手を作成することが不可能だったため、阿畑やすしと『パワプロ2020』から移動された選手限定のものだったが、2022年1月6日のアップデートで、サイバーバルでオリジナル変化球を持った野球人形のパーツが手に入るようになり、オリジナル変化球を持った選手を作成できるようになった。

    - 「内野安打◎」、「シンキングファスト」などの『11』以降に追加されたパワメジャシリーズに登場する特殊能力、特殊変化球は削除された。
    - 超特殊能力はパワプロシリーズに準拠したため、「豪力」や「緊縛」などのパワポケシリーズにのみ実装された超特殊能力は削除された。

  - 選手のグラフィックがパワポケシリーズのパワプロくんからパワター（似顔絵）に変更された。かわりに、オーダー画面のミニ顔は表示されなくなった。
    - パワターはパワプロシリーズからの完全流用というわけではなく、猪狩守などパワポケとパワプロでデザインが異なる一部のキャラのパワターは、本作で新たに作られたものである。
    - 『1・2』当時はまだ顔データが実装されなかった狩村正己、木村庄之助のパワターも追加された。なお、狩村正己のパワターは『11』以降のデザインではなく、髪が生えているなどの若い頃をイメージした本作用に新たにデザインされたものになっている。
    - パワプロくんも極亜久高校編とドリルモグラーズ編専用のデザインを用意される（デザインはそれぞれ若干異なる[7]）。なお、（狩村正己、木村庄之助、冬野枯男以外の）ドリルモグラーズのモブ選手のパワターはパワプロシリーズのパワプロくんで固定となる。

  - 実況が『14』までのパワポケシリーズで担当していた堀江良信から、『パワプロ2010』以降のメイン実況担当である堂前英男に変更された。
  - 投法・打法のモーションは『パワプロ2020』に準拠していることで、大量に追加された。
    - 一部の打法には、登場シーン付きのモーションを選択可能。
- 上記の阪神甲子園球場と河川敷などの架空球場の他、福島県営あづま球場、倉敷マスカットスタジアム、松山坊っちゃんスタジアム（とも『パワプロ2020』と『プロ野球スピリッツ』シリーズで実装されていた非NPB本拠地実在球場）の全9つの球場が収録されている。
- 1台の本体で4人まで同時に対戦・協力が可能になった他、2人までのローカル通信に対応。また、パワプロシリーズと同様、1人の選手を操作して遊べる「なりきりプレイ」も収録されている。
- 背景のグラフィックは、本作で新たに作られたものがあるが、パワプロシリーズから使われたものが多く流用されている。
- チームアレンジは過去のパワポケシリーズのように、ベースとなるチームを選んで選手を入れ替える方式ではなく、ユニフォームやチームの旗などを自由自在に設定できるパワプロシリーズをベースにしている。
  - それに伴い、サクセス中に登場するチームは全てサクセスモードのみの登場となり、対戦では使用できず、チームアレンジで選ぶことも出来ない。
  - ただし、パワターのあるサクセス選手は選択可能
    - 2022年4月15日のアップデートで追加された選手のイチローは、サクセス選手として登録されている。
    - ドリルモグラーズ編に登場する選手の凡田の守備位置は『14』以前と違い、投手育成時での捕手に変更され、投手はサクセス中の野手育成時にしか使用できなくなった。
- 選手登録できる人数は1200人になり、大量に増加された。
- 現在の表現事情と権利理由などにより、旧作が存在した一部の名前（または内容）が削除、もしくは本作独自のものに差し替えられている、なお、ダウンロード版『パワポケダッシュ』の「パワポケ図鑑」も同様に修正を受けている場合もある。下記は一部の例。
  - 「パシフィック・リーグ」「セントラル・リーグ」→「パワフル・リーグ」「ポケット・リーグ」
  - 「オールスターゲーム」→「ゴールデンスター・ゲーム」
  - 「日本シリーズ」「クライマックスシリーズ」 → 「ファイナルシリーズ」「セミファイナルシリーズ｣
  - 「身砕流北高校」（1のライバルチーム）→「美才流喜多高校」
  - 「正金 天功」（1のライバル選手）→「まさかね てんこう」（漢字表記を削除、『1』のゲーム内同様にひらがな表記のみ）
  - 「殺人クワガタ」（2のミニゲーム）→「地獄クワガタ」

#### ミニゲーム
ミニゲームは『1・2』と同様の8種類+サクセス専用3種類が収録され、サクセス専用のものを除く、本作は出現条件なしで最初からプレイ可能。また、2022年1月5日のアップデートで、多人数用にアレンジしたミニゲームで対戦に対応し、1台の本体で最大4人まで同時に対戦できる他、2022年3月15日のアップデートにより4人までのローカル通信にも対応。
『13』以降のおまけモードと同様、ミニゲームモードに限り、+ボタンを押すとポーズメニューに入り、「あきらめる」を選ぶと途中でやめることができ、「やりなおす」を選ぶと最初からやり直すことができる（サクセス中では従来通り、ポーズメニューに入ることはできない）。
下記は各ミニゲームの対戦ver.のルールと大きな変更点を記載する。
- あっちむいてバキッ！
- ドレミファ・ポン！
- カチッと止めてグー
- てけてけサッカー

脱落したプレイヤーは、1回だけフィールドへハマーを投げることができ、ハマーに命中されたプレイヤーも脱落となる。
- くるまでブー
- 地獄クワガタ

制限ターン内にクワガタを叩いて得点を競う。各プレイヤーのエリアがクワガタ4匹配置されている、クワガタに噛まれたら脱落。
クワガタが壁を破壊した場合、反対側の壁も自動的に破壊した。そしてクワガタが破壊した壁から逃げられた場合、強化して反対側の壁に再登場した。
- コンコンノック

水木の打った打球（1〜2か所）を捕球する。複数プレイヤーが同じ箇所に当たった場合、一番早いプレイヤーのみ捕球成功となる。
また、中には「ゴールデンボール」という打球を存在し、それを捕球した場合、通常より多い得点を得た。
- 貧乏ヒマなし

おもちゃが4色に分けた（2つ以上の色に分けたおもちゃもある）、プレイヤーが対応した色のおもちゃを拾った場合、通常より多い得点を得た。
このミニゲームのみサクセス中では変更があり、『2』と『1・2』ではノルマ（1000点以上）を達すると途中終了となっていたが、本作ではノルマを達しても途中終了されず、ノルマを維持したまま時間切れになるまで待つことに変更された。

#### 俺のペナント
- 前作の『14』同様にコマンド画面の主人公のユニフォームが所属チームに対応するようになっている。また、パワプロシリーズのマイライフと同様、主人公以外のパワターに変更していると、コマンド画面も設定したパワターで登場するようになった。
- 俺のペナントのセーブファイルが10つになった。
  - 本作から途中でセーブせずにリセットしてもペナルティはなく、何度でも最後にセーブした場面からやり直すことが可能。
- ゲーム開始時に、野手は打順、投手は先発などの起用法を選択できるようになった。14以前と同様、ランダムで起用することも可能。
- 試合のオプション設定を試合中などでいつでも変更で、やりやすい操作でプレイすることが可能。
  - 設定を変更しても、獲得できる経験点の減少によるペナルティは無い。
  - 代わりに、どの難易度を選択しても、獲得できる経験点は同じになっている。
- 従来の「自分の出番(野手は打席、投手は登板)になったら操作」に加えて、対戦と同様、「なりきりプレイ」に対応し、守備や走塁などの出番を細かく設定が可能。また、『14』以前のペナントと同様、結果だけ見る「高速試合」を選べるようになった。
- 『9』以降で廃止となったランダムイベントなどのイベントが復活した。イベントの内容と登場するキャラは『1・2』に準拠している。
- 試合日程が2021年NPBシーズンのものに準拠している。また、『1・2』にはなかった交流戦、リーグ別プレイオフ（セミファイナルシリーズ）も追加されている。
- 能力の上げ方、天狗メーター、プレイ可能な期間は1シーズンのみなどのシステムは『1・2』（『6』）に準拠しているが、経験点はサクセスと同様に筋力・技術・敏捷の3つに分けられている他、『13』以降に搭載していた俺の目標に追加された（目標を達成すると、目標ごとに応じた経験点と調子が貰える）。

#### サクセス関連

##### 1・2共通
- 主人公のパワプロくんの仕様がいくつか変更された。
  - 身体の色は肌色で固定され、初期設定で肌色選択がなくなった。
  - パワターと同様、立ち絵も極亜久高校編とドリルモグラーズ編（戦争編含む）でそれぞれ専用のデザインで用意された。
  - それぞれのオリジナル版と『1・2』にあった顔の表情が一部削除され、該当するイベントなどの場面では無表情などに変更されている（削除された表情は、本作を特集したファミ通などの本で見ることができる）。
- ゲーム開始時にランダムで設定されていた初期能力は、『4』以降と同様に固定化されるようになり、毎回同じ初期能力で始まるようになった。また、『パワプロ2018』以降と同様、最初から経験値を100ずつ所持している状態で始まるようになった。
  - 初期能力の固定化に伴い、それぞれのオリジナル版と『1・2』にあった、ゲーム開始時に発症している病気に対応した能力ボーナスはなくなった。
  - ただし、『2』のドリルモグラーズ編で「転生」システムによる転生ボーナスは引き続き存在し、転生した回数が多いほど初期能力が高くなる。
- パラメータとテキスト系の表示レイアウトは、従来のパワポケシリーズの「パラメータ系：上、テキスト系：下」から、『パワプロ8』以降のパワプロシリーズの「パラメータ系：下、テキスト系：上」に変更された。
- 『8』以降と『11』以降の作品同様、基本能力アップの項目に弾道、捕球（当時の「耐エラー」）、サブポジションがそれぞれ追加された。また「チャンス」など、当時イベントでしか習得できなかった通常特殊能力も、ほぼ全て経験点によって習得できるようになった。
  - マイナス特殊能力、超特殊能力と威圧感などレアな特殊能力の習得は、従来のパワポケ・パワプロシリーズ同様特定イベント経由が必要となる。
  - これまでパワポケシリーズでのマイナス特殊能力の除去は、イベント経由か、能力アップで必要経験点を2倍消費して上書きで習得することで除去可能であったが、パワプロシリーズと同様、能力アップで除去するための必要経験点を消費するだけで、いつでも簡単にマイナス特殊能力を除去できるようになった。
  - 特殊能力の「回復」は、習得しても「休む」コマンドとイベントの体力回復の回復量が増加されなくなった。これに伴い、体力回復が重要な『2』の戦争編が有利に進めることができなくなった。
- イベントで特殊能力を直接習得することがなくなり、代わりに特殊能力のコツ（該当特殊能力習得の必要経験値が軽減される）を習得する形になった。ただし、アイテムの獲得や戦争編の呪い島のミニゲームでは、当時と同じように対応する特殊能力を直接習得する。
- 『1・2』以降の作品とパワプロシリーズの作品同様、当時実装されなかった特殊能力や特殊変化球の追加に伴い、イベントで当時習得機会のなかった能力（のコツ）が追加された。
  - 「ローボールヒッター」と「ハイボールヒッター」などのように、パワポケシリーズでは同時に習得可能だった特殊能力は、パワプロシリーズと同様、いずれか1つしか習得できないように変更された（別のものを習得すると、上書きする形で元々習得していたものが除去される）。
- 各シナリオの中断データは1つずつになり、再開時に読み込むと中断データが消去される仕様に変更された。これに伴い、表サクセス（極亜久高校編とドリルモグラーズ編、以下同）では4回まで可能だったリセットとやり直しがなくなり、リセットした場面やゲームオーバーになった直前の場面から再開することができなくなった。
  - これに伴い、（やり直しができない）ゲームオーバー画面は、「ファイルを消しました…」の一文がなくなり、表示される文字は「終」だけとなる。
  - パワプロシリーズと同様、システムコマンドの「あきらめる」があり、プレイ中にいつでも中断データを削除可能になった。
- 表サクセスの試合オプション（ロックオンの有無など）の設定は現行のパワプロシリーズサクセス同様にゲームレベル（フレッシュ、ルーキー、ノーマル、エキスパートの4段階）と連動という形式となる。難易度が高いほど貰える経験値が増えることは変わっていない。
- 『1・2』に準拠しているため、表サクセスの試合中のポーズメニューは、オーダーの確認とオプション設定のみになり、それぞれのオリジナル版で可能だったオーダーの変更などの監督操作、中断セーブができなくなった。
  - これに伴い、選手交代などはコンピュータが自動で行う。

- 全てのサクセスでランダムイベントの発生率が上昇し、ランダムイベントに関係したイベントを最後まで進めやすくなった。
- 表サクセスでは「次の試合まで」と「シナリオ終了まで」の残ターン数が表示されるようになっている。
- 表サクセスでは試合がある週のターンでコマンドを実行した後、試合前に能力アップや中断などのオプションを実行可能になった。ただし、1週以上通院が必要な怪我をした場合は、試合をしないで終わることは変わっていない。
- これまで入院時のみ発生する荒井紀香のお見舞いイベント（通院が2週延びるイベント）が、発生確率がかなり高いことで、長い期間入院する（運が悪いと半年以上）ことになっていたが、2022年1月6日のアップデートで、発生確率が減少して、退院しやすくなった。

##### 1のみの変更点
- 『7』以降の高校野球編同様コールドが設定され、現実の高校野球同様タイブレーク方式を採用する。
- 武田剛の初期能力が調整され、最初から「カットボール」の変化球を習得している状態に変更された。
  - これに伴い、『7』以降のアレンジチームで最初から「SFF」の変化球を習得している状態ではなくなり、上記の変化球に変更された。
- 『1・2』にあった味方の能力アップでパワーが全く伸びないバグがなくなり、正常にパワーが伸びるようになった。
  - その代わり、捕球は一切伸びず、味方の投手には野手能力が一切伸びなくなった。
  - 投手での平山で、ランダムイベントで習得可能だった「シュート」の変化球は、本作では習得できなくなった。

##### 2のみの変更点
- ドリルモグラーズ編（『1・2』では解禁が必要）と戦争編は最初からプレイ可能になった。
- 作った選手を引き継いで有利な状態で遊べる「転生」が1台の本体だけで行えるようになった。『2』と『1・2』と同様、2台の本体で通信するローカル通信に対応しており、ローカル通信ではボーナスが大きくなる。
  - 「転生」を行うと、初期設定のゲームレベルは「ノーマル」で固定される。
- 「ドリルモグラーズ」の所属リーグがゲームスタート時にプレイヤーが選択した球団と異なるリーグからランダムに変更されている。
  - また、ゲームスタート時に選択した球団に関係なく、すべての試合は指名打者制を採用しない仕様に変更された。
- リーグ優勝決定戦で登場した阿畑きよしが登場しなくなり、代わりにパワプロシリーズのレギュラーキャラ阿畑やすしが登場する。
- これまで隠しパラメータ扱いであったマニアポイントが、データコマンドの評価画面に表示され、いつでも確認できるようになった。
- ランダムイベントやうろつきイベントで発生する神奈川光のクイズは、NPB12球団・選手が未収録となったことに伴い、野球知識に関連したクイズに変更された。
- 仲間評価はイベントの影響のみに変更され、チームメイトの能力アップは下記の仕様に変更された（発売当時は能力アップがなかった）。
  - 2022年3月15日のアップデートで、チームメイトの初期能力が強化され、『1』の極亜久高校編と同様、試合後に能力アップするようになった。
- 2022年4月15日のアップデートで、戦争編にゲームレベルが追加された。本作用に遊びやすくなったノーマル（アップデート以前はこの難易度のみ）、『2』よりも難易度が上がったクラシックを選択できる。
  - ノーマルでは、ツキの初期値が30→50に、4週ごとに司令部に帰還した際の体力回復とツキの上昇が増加、呪い島のミニゲームの難易度低下などで、難易度が多少下がっている。
  - クラシックは、『2』をベースにしつつ、ランダムイベントの発生率が上昇、「爆撃でポン」のミニゲームの発生率が上昇、ダイジョーブ島での手術の成功率が低下、任務による死亡でのゲームオーバー（『2』と『1・2』と同様、運が悪いと1週目でゲームオーバーになる）になりやすいなど、『2』よりも難易度が非常に高い。代わりに、取得できる経験点が上昇、呪い島のミニゲームで得られる能力アップが増加など、運が良ければノーマルよりも強い選手を作ることが可能。

- 戦争編では、ダイジョーブ島もランダムイベントとしての「爆雷でポン」のミニゲームが発生されるようになり、難易度が上がった。
- 戦争編の呪い島のミニゲームで、『8』の昭和冒険編および『パワプロアプリ』のパワポケコラボイベントの「ウキウキ地雷パニック」と同様、地雷のないマスの場所で、周囲8マスを一気に掘ることが出来る「回転掘り」のボタンが追加された。

## サイバーバル
装甲車を操って電脳世界内の敵を倒し、『4』以降の作品の裏サクセス（一部を除く）など同様にパーツを集めて野球人形を作成する育成モード。最大4人までの協力プレイに対応し、Nintendo Switch Onlineによるオンライン協力にも対応。。
また、ステージクリアで装甲車のパーツを獲得することもでき、それらを駆使して装甲車をカスタマイズすることも可能（2022年1月6日のアップデートにより、装甲車の色もカスタマイズ可能になった）。各ステージにいる敵キャラを装甲車両を使って倒し、全て倒すと野球人形のパーツが貰えるというもの。さらに、各ステージにはミッションが定められており、ミッションをクリアすると、特殊能力を獲得することができる。
ここで作成された野球人形は、サクセスモードで作成したオリジナル選手同様「俺のペナント」で使用が可能。